# Sporisorium provinciale
Sporisorium provinciale är en svampart som först beskrevs av Ellis & Galloway, och fick sitt nu gällande namn av Vánky & Snets. 1990. Sporisorium provinciale ingår i släktet Sporisorium och familjen Ustilaginaceae.   Inga underarter finns listade i Catalogue of Life.